# 부도 (여수시)
부도(釜島)는 전라남도 여수시 화정면에 있는 섬이다. 특정도서로 지정하여 관리되고 있다.

## 특정도서
부도는 해식애, 타포니, 해식동 등 지형경관이 우수하고, 해식동굴에 칼새가 집단으로 번식하고 있고, 다양한 상록활엽수림이 분포하고 있어 「독도 등 도서지역의 생태계보전에 관한 특별법」에 의거 특정도서로 지정되었다.
- 지정번호 : 제144호
- 면적 : 1,983m2
- 지번 : 전라남도 여수시 화정면 하화리 산78